# Hirokatsu Tayama
Hirokatsu Tayama (12 de novembro de 1981) é um triatleta profissional japonês.

## Carreira
Tayama competiu nos Jogos de 2004, 2008, 2012 e 2016.

### Rio 2016
Hirokatsu Tayama competiu na Rio 2016, ele completou apenas a natação e abandonou.